# Masonville (Kentucky)
Pour les articles homonymes, voir Masonville.
Masonville est une census-designated place située dans le comté de Daviess, dans le Commonwealth du Kentucky, aux États-Unis. Sa population s’élevait à 1 014 habitants lors du recensement de 2010.